# Geknöpfter Birma-Krokodilmolch
Der Geknöpfte Birma-Krokodilmolch (Tylototriton verrucosus) ist ein Schwanzlurch aus der Familie der Echten Salamander (Salamandridae) und die Typusart der Gattung der Krokodilmolche (Tylototriton). Gattung und Art wurden 1871 erstmals durch den schottischen Zoologen John Anderson beschrieben.

## Beschreibung

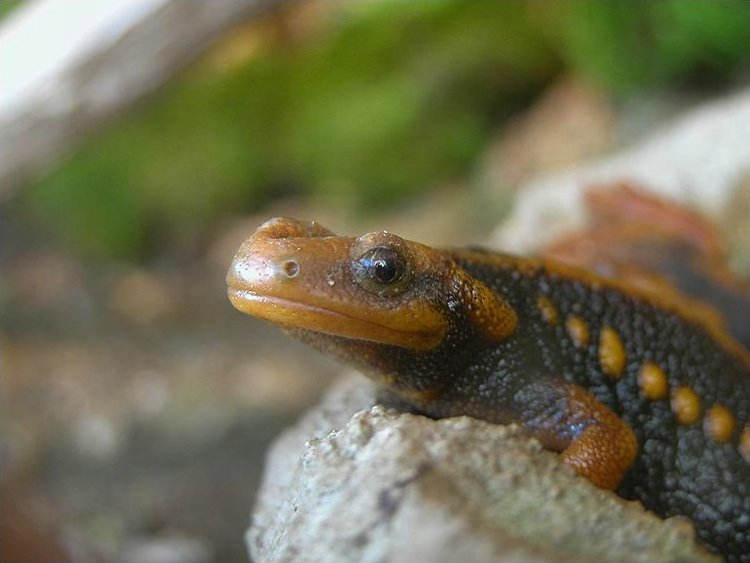
T. verrucosus im Frankfurter Zoo

Der Geknöpfte Birma-Krokodilmolch umfasste ursprünglich zwei Farbmorphe, die 1995 zwei eigenständigen Arten, Tylototriton verrucosus und Tylototriton shanjing zugewiesen wurden. Allerdings folgen auch in jüngeren Bearbeitungen nicht alle Autoren dieser Gliederung und in vielen Publikationen wird die Bezeichnung Tylototriton verrucosus nach wie vor im ursprünglichen, erweiterten Sinn verwendet, wodurch eine Vielzahl unterschiedlichster Merkmalsbeschreibungen vorliegt und bei Angaben zur Lebensweise oft nicht klar ist, welche Art nun tatsächlich gemeint ist.
Tylototriton verrucosus, im Sinne von Ronald A. Nussbaum und Koautoren, kann, inklusive Schwanz, eine Länge von bis zu 16,5 cm, nach anderen Quellen bis zu 17,5 cm, erreichen. Männchen sind generell etwas kleiner und schlanker als die Weibchen und lassen sich, vor allem während der Paarungszeit, an ihrer vorstehenden Kloake erkennen.
Der Kopf mit der rundlichen Schnauze setzt sich leicht vom Rumpf ab. Die Stirn und der Bereich zwischen den Augen ist flachgedrückt. Seitlich am Kopf befinden sich dagegen erhabene Drüsenbereiche, die auch von entsprechenden Knochenkämmen des Schädels gestützt werden. Ein flacher Kamm im Bereich des Scheitelbeins und entlang der Wirbelsäule wird hingegen nicht von einer knöchernen Struktur gestützt. Auf den Rückenseiten sind zwei Reihen von 12–15 knopfartigen, warzigen Auswüchsen (Rippendrüsen) zu erkennen, die der Gattung den Namen Tylototriton (nach dem altgriechischen „τυλωτός“ „tylotos“ = „knotentragend“, „verschwielt“, „mit Schwielen bedeckt“) einbrachten. Der Schwanz ist seitlich abgeflacht und trägt einen deutlichen Flossensaum. Die Grundfärbung des Körpers ist dunkelbraun. Schwanz, Finger und Zehen sind hellbraun bis orange gefärbt. Die Drüsen im Nacken und am Rücken können, insbesondere zur Paarungszeit, ebenfalls hellbraun bis rötlich-orange gefärbt sein.
Tylototriton verrucosus unterscheidet sich von Tylototriton shanjing sowohl genetisch als auch durch das Fehlen der hell-orangen Farbzeichnung im Bereich des Schädels und der Warzenreihen am Rücken und das Fehlen einer Knochenstütze des Kammes im Stirnbereich. Die genaue Artabgrenzung ist jedoch unklar und wird durch Hybride erschwert.

## Verbreitung, Lebensweise
Die Art ist in weiten Teilen Südostasiens verbreitet, insbesondere in Südchina, Indien, Myanmar, Nepal und Thailand. Möglicherweise tritt sie auch in Vietnam, Bhutan und Laos auf. Die unklare Artzuweisung erschwert allerdings auch die genaue Festlegung eines Verbreitungsgebietes und einige Autoren vermuten, dass sich das Vorkommen der Art auf ein relativ kleines Gebiet im Westen von Yunnan und angrenzende Regionen in Myanmar beschränkt.
Tylototriton verrucosus bevorzugt die Nähe von Bächen und Teichen in dichten Primär- und Sekundärwäldern, tritt aber auch in offenen Gebieten und zuweilen auch in der Nähe menschlicher Siedlungen auf. Die Art tritt in Gebieten mit einer Höhenlage zwischen 950 und 2000 m über dem Meeresspiegel auf.
Adulte Tiere leben überwiegend terrestrisch und verstecken sich die meiste Zeit unter Steinen, Baumstämmen oder unter dem Laub am Waldboden. Sie ernähren sich überwiegend von Insekten und deren Larven, kleinen Muscheln, Schnecken und Krebstieren sowie diversen Würmern, verschmähen aber auch Froschlaich nicht. Die aquatisch lebenden Larven ernähren sich zunächst von Mikroorganismen am Grund der Laichgewässer und verlagern sich später auf die Jagd nach kleinen Würmern und Mückenlarven.
In freier Wildbahn liegt die durchschnittliche Lebenserwartung bei 10–15 Jahren. In Gefangenschaft können die Tiere bis zu 25 Jahre alt werden.
Die Art wird von der IUCN in der Roten Liste gefährdeter Arten in der Kategorie LC („Least Concern“; „nicht gefährdet“) geführt.

## Fortpflanzung
Der Geknöpfte Birma-Krokodilmolch erreicht seine Geschlechtsreife im Alter von drei bis vier Jahren. Die Paarungszeit beginnt mit Einsetzen der ersten Monsun-Regenfälle im März bis Mai und kann sich bis zum September hinziehen. Der eigentliche Paarungsakt findet unter Wasser statt. Nach der Umklammerung der beiden Geschlechtspartner wird vom Männchen ein Spermapaket abgesetzt, das dann vom Weibchen in die Kloake aufgenommen wird. Die Eiablage erfolgt einige Tage nach der Paarung. Die Eier – meist etwa 30, es können aber auch bis zu 100 sein – werden vom Weibchen einzeln oder in Paaren und vorzugsweise an Pflanzen unter Wasser oder am Grund der Laichgewässer, in seltenen Fällen auch an Land abgelegt. Der Durchmesser der Eier beträgt weniger als 2,5 mm. Bei Wassertemperaturen von 17–20 °C schlüpfen die Larven nach drei bis vier Wochen. Die Schlupflänge liegt bei rund 1,5 cm.